# Vulcaniella extremella
Vulcaniella extremella ist ein Schmetterling (Nachtfalter) aus der Familie der Prachtfalter (Cosmopterigidae).

## Merkmale
Die Falter erreichen eine Flügelspannweite von 8 bis 11 Millimeter. Die Vorderflügel glänzen dunkelbraun und glitzern golden. In der Basalregion befindet sich eine schräg nach außen verlaufende, erhabene silbrige Binde. Zur Flügelzeichnung gehören sechs erhabene, silbrige Flecke, drei befinden sich am Flügelinnenrand. Der Apikalfleck ist sehr klein oder fehlt. Eine Anzahl kleiner silbriger Flecke verteilt sich um den Apex herum. Die Fransenschuppen sind dunkelbraun, am Apex glänzen sie weiß. Bei den Weibchen sind die Vorderflügel vor dem Apex deutlich eingeschnürt.
Bei den Männchen hat das rechte Brachium einen sehr breiten apikalen Teil und ist an der Außenseite rundlich ausgebuchtet. Das linke Brachium ist schlanker, gebogen und vor der Spitze leicht verdickt. Die Valven sind an der Basis am breitesten und verjüngen sich distal allmählich. Die rechte Valvella ist länger als der distale Teil des Aedeagus, aber kürzer als die Valven, schlanker und nahezu gerade. Die linke Valvella ist ziemlich lang und verjüngt sich allmählich. Der Aedeagus verjüngt sich allmählich und hat eine leicht gekrümmte Spitze.
Die Genitalarmatur der Weibchen ähnelt der von Vulcaniella pomposella, aber die Antevaginalplatte ist halbrund und die Sklerotisierung am hinteren Ende des 7. Sternits ist dreieckig und hat angerundete Ecken.
Die erwachsenen Raupen sind gedrungen und dorsoventral abgeflacht. Sie sind zeichnungslos, hell bernsteingelb und 6,0 bis 6,5 Millimeter lang. Der Kopf ist klein und schwarz. Der Prothorakalschild ist hell zweigeteilt und ebenfalls schwarz. Der Analschild ist dunkelbraun. Die Kopfkapsel ist etwas länger als breit, dorsoventral abgeplattet und hat ein tief eingeschnittenes Hinterhaupt. Die Brustbeine sind außen hellbraun pigmentiert. Die Bauchfüße haben einen uniordinalen Kranz von etwa 13 dunkelbraunen Haken. Die Nachschieber haben einen Halbkranz, der aus 8 bis 9 Haken besteht.
Die Puppe ist etwa vier Millimeter lang und ventral etwas abgeplattet. Ab dem dritten Segment verjüngt sie sich, ist ziemlich dünnschalig und hellbraun. Die Scheiden der Flügel reichen bis ins erste Drittel des Analsegments, die Fühler reichen bis zur Hälfte des vorletzten Segments. Das Körperende ist stumpf, es sind keine Vorsprünge vorhanden. Die Stigmen sind klein und befinden sich auf Erhebungen. Körperborsten sind nur rudimentär erkennbar.

### Ähnliche Arten
Vulcaniella extremella unterscheidet sich von allen anderen Arten der Gattung durch den auffälligen weißen Abschnitt in den Fransenschuppen am Apex des Vorderflügels.

## Verbreitung
Vulcaniella extremella ist in Mittel- und Südeuropa beheimatet. Das Verbreitungsgebiet reicht von der Iberischen Halbinsel bis in den Norden des Kaukasus.

## Biologie
Die Raupen entwickeln sich an Wiesensalbei (Salvia pratensis), Quirlblütigem Salbei (Salvia verticillata), Salvia bertolonii, Österreichischem Salbei (Salvia austriaca), Salvia tesquicola und Großblütiger Braunelle (Prunella grandiflora). Sie minieren in den Blättern. Die Mine beginnt als kurzer, grünlicher Fraßgang, der normalerweise entlang der Blattmittelrippe verläuft. Sobald eine Seitenader erreicht wird, entsteht eine längliche unregelmäßige Platzmine, die bis zum Blattrand reichen kann und dem Blatt eine zusammengezogene Form verleiht. Der Raupenkot wird nahezu vollständig durch eine Öffnung am Minenbeginn ausgeworfen. Während der Fraßpausen oder bei Störungen ziehen sich die Raupen in mit Seide ausgekleidete Fraßgänge zurück. Die Mine erscheint dann verlassen, da die Raupen in ihrem Versteck nicht sichtbar sind. Die Gestalt der Mine und die Lebensweise der Raupen sind bei unterschiedlichen Wirtspflanzen und Generationen etwas verschieden. Im Frühjahr fressen die Raupen an den unteren Blättern und wechseln häufig die Mine. Im Sommer, wenn die unteren Blätter bereits verwelkt sind, leben die Raupen in den höher gelegenen Blättern und wechseln die Mine nicht mehr. Die Art bildet zwei Generationen im Jahr, gelegentlich entstehen auch drei Generationen. Die Raupen leben von April bis Juni. Die Frühjahrsgeneration verpuppt sich außerhalb der Mine in einem weißlichen, papierartigen Kokon, die Sommergeneration verpuppt sich in einem sehr lockeren Gespinst innerhalb der Mine. Die Falter fliegen von Mitte Mai bis Mitte September.

## Systematik
Aus der Literatur sind folgende Synonyme bekannt:
- Stagmatophora extremella Wocke, 1871
- Stagmatophora naviella Chretien, 1907
- Stagmatophora buhri M. Hering, 1935

## Belege
1. 1 2 3 4 5 6 7  J. C. Koster, S. Yu. Sinev: Momphidae, Batrachedridae, Stathmopodidae, Agonoxenidae, Cosmopterigidae, Chrysopeleiidae. In: P. Huemer, O. Karsholt, L. Lyneborg (Hrsg.): Microlepidoptera of Europe. 1. Auflage. Band 5. Apollo Books, Stenstrup 2003, ISBN 87-88757-66-8, S. 154 (englisch).
2. 1 2  Josef Klimesch (1943): Stagmatophora extremella Wck. (Lep., Momphidae). Zeitschrift der Wiener Entomologischen Gesellschaft 28: S. 65–72 (online als PDF)
3. ↑  Leafminers of Europe. Vulcaniella extremella (Wocke, 1871). Willem N. Ellis, abgerufen am 19. Juni 2025 (englisch).
4. ↑  Vulcaniella extremella bei Fauna Europaea. Archiviert vom Original im Internet Archive. Abgerufen am 29. Februar 2012